# Phorbia sombrosa
Phorbia sombrosa este o specie de muște din genul Phorbia, familia Anthomyiidae. A fost descrisă pentru prima dată de Huckett în anul 1966.
Este endemică în California. Conform Catalogue of Life specia Phorbia sombrosa nu are subspecii cunoscute.